# La Pobla de Mafumet
La Pobla de Mafumet – gmina w Hiszpanii, w prowincji Tarragona, w Katalonii, o powierzchni 6,13 km². W 2011 roku gmina liczyła 2948 mieszkańców.